# The Last Sunset (album)
| Đánh giá chuyên môn    | Đánh giá chuyên môn |
| Nguồn đánh giá         | Nguồn đánh giá      |
| Nguồn                  | Đánh giá            |
| ---------------------- | ------------------- |
| Encyclopaedia Metallum | [ 1 ]               |
| The Metal Crypt        | [ 2 ]               |

The Last Sunset là album đầy đủ đầu tiên được phát hành bởi ban nhạc power metal/progressive metal Conception. The Last Sunset ban đầu được thu âm năm 1991 bởi hãng thu âm của riêng ban nhạc là CSF Records. Năm 1994, nó được tái phát hành với hãng thu âm mới Noise Records với bìa album mới.

## Danh sách bài hát
| STT | Nhan đề                  | Phổ lời          | Phổ nhạc         | Thời lượng |
| --- | ------------------------ | ---------------- | ---------------- | ---------- |
| 1.  | "Prevision"              | Intro            | T.Østby          | 1:13       |
| 2.  | "Building a Force"       | T.Østby/Amlien   | T.Østby          | 4:34       |
| 3.  | "War of Hate"            | D.Østby          | T.Østby          | 5:59       |
| 4.  | "Bowed Down with Sorrow" | T.Østby          | T.Østby          | 6:30       |
| 5.  | "Fairy's Dance"          | T.Østby          | T.Østby          | 5:05       |
| 6.  | "Another World"          | Amlien           | T.Østby          | 6:28       |
| 7.  | "Elegy"                  | Instrumental     | T.Østby          | 1:55       |
| 8.  | "The Last Sunset"        | Roy Khan/T.Østby | T.Østby/Roy Khan | 4:39       |
| 9.  | "Live to Survive"        | D.Østby          | T.Østby          | 5:48       |
| 10. | "Among the Gods"         | D.Østby          | T.Østby          | 10:39      |

## Vai trò
Thành viên ban nhạc
- Roy Khan − ca sĩ
- Tore Østby − guitar
- Ingar Amlien − bass
- Arve Heimdal − trống

Nhạc công bổ sung
- Hans Christian Gjestvang, Staffan William-Olsson - keyboard
- Christine Meyer, Werner Skogli, Freddy Sansonstuen, Geir Wentzel, Tom A.Hansen - hát bè

Sản xuất
- Biên khúc bởi Tore Østby
- Kĩ thuật thu âm bởi Nils H.Mælum
- Hoà âm tại Masterhuset